# Philodromus micans
Philodromus micans es una especie de araña cangrejo del género Philodromus, familia Philodromidae. Fue descrita científicamente por Menge en 1875.